# José Sperb Sanseverino
José Sperb Sanseverino (Encruzilhada do Sul, 29 de março de 1925 – Porto Alegre, 23 de agosto de 2022) foi um político brasileiro.

## Biografia
Filho de David Sanseverino e Julieta Sperb, foi casado com Maria Thereza de Jesus Vieira Sanseverino, com quem teve 6 filhos, José Inácio, Maria Teresa, Paulo de Tarso, Francisco de Assis, Alberto Magno e Antônio Marcos. Estudou no Colégio Anchieta de Porto Alegre, antes de bacharelar-se na Faculdade Livre de Direito de Porto Alegre, em 19 de dezembro de 1951. Fundou o Partido Democrata Cristão (PDC), em 1953, no Rio Grande do Sul, do qual foi o primeiro Presidente Estadual. Eleito, em 1959, vereador de Porto Alegre.
Foi eleito, em 3 de outubro de 1962, deputado estadual, pelo PDC, para a 41ª Legislatura da Assembleia Legislativa do Rio Grande do Sul, de 1963 a 1967.
Foi secretário da Justiça, no governo de Sinval Guazzelli, mais tarde procurador do Estado junto ao Tribunal de Contas. Em 1996, assumiu o cargo provedor da Irmandade da Santa Casa de Misericórdia de Porto Alegre, sucedendo ao cardeal Dom Vicente Scherer.
Também foi pai do ministro do Superior Tribunal de Justiça (STJ), Paulo de Tarso Vieira Sanseverino.

## Morte
Sanseverino morreu no dia 23 de agosto de 2022, aos 96 anos de idade, em Porto Alegre.